# Cláudio Silva
Cláudio Henrique da Silva, mais conhecido como Cláudio Silva (Rondonópolis, 6 de setembro de 1982) é um lutador de artes marciais mistas brasileiro. Compete no Ultimate Fighting Championship (UFC) na categoria de peso meio-médio.

## Início
Cláudio Silva nasceu em Rondonópolis, filho de Claudiu Vitega e Fabio Paixão, ele foi criado em Minas Gerais. Começou a treinar jiu jitsu sob o mestre Élan Santiago aos 18 anos. Cláudio fez a transição para o MMA em 2005 e se mudou para a itália onde morou com sua tia antes de se mudar para Londres em 2007, com o objetivo de melhorar seu jiu jitsu.

## Carreira no MMA
Silva fez sua estreia no UFC contra Brad Scott em 8 de março de 2014 no UFC Fight Night: Gustafsson vs. Manuwa. Ele venceu via decisão unânime.
Silva enfrentou Leon Edwards em 8 de novembro de 2014 no UFC Fight Night: Shogun vs. St. Preux. Silva venceu via decisão dividida.
Após um longo período afastado devido a lesões, Silva voltou para enfrentrar Nordine Taleb em 27 de Maio de 2018 no UFC Fight Night: Thompson vs. Till. Ele venceu via finalização no primeiro round.
Silva enfrentou o estreante Cole Williams em 3 de Agosto de 2019 no UFC on ESPN: Covington vs. Lawler. Ele venceu via finalização no primeiro round.

## Cartel no MMA
| Cartel no MMA       |             |            |
| 18 lutas            | 14 vitórias | 4 derrotas |
| Por nocaute         | 2           | 0          |
| Por finalização     | 9           | 0          |
| Por decisão         | 3           | 3          |
| Por desqualificação | 0           | 1          |

| Res.    | Cartel | Oponente              | Método                              | Evento                                        | Data        | Round | Tempo | Local              | Notas                                     |
| ------- | ------ | --------------------- | ----------------------------------- | --------------------------------------------- | ----------- | ----- | ----- | ------------------ | ----------------------------------------- |
| Derrota | 14-4   | Nicolas Dalby         | Decisão (Unânime)                   | UFC Fight Night: Blaydes vs. Aspinall         | 23/07/2022  | 3     | 5:00  | Londres            |                                           |
| Derrota | 14-3   | Court McGee           | Decisão (unânime)                   | UFC Fight Night: Font vs. Garbrandt           | 22/05/2021  | 3     | 5:00  | Las Vegas, Nevada  |                                           |
| Derrota | 14-2   | James Krause          | Decisão (unânime)                   | UFC Fight Night: Ortega vs. The Korean Zombie | 17/10/2020  | 3     | 5:00  | Abu Dhabi          |                                           |
| Vitória | 14–1   | Cole Williams         | Finalização (mata-leão)             | UFC on ESPN: Covington vs. Lawler             | 03/08/2019  | 1     | 2:35  | Newark, New Jersey |                                           |
| Vitória | 13–1   | Danny Roberts         | Finalização (chave de braço)        | UFC Fight Night: Till vs. Masvidal            | 16/03/2019  | 3     | 2:37  | Londres            |                                           |
| Vitória | 12–1   | Nordine Taleb         | Finalização (mata-leão)             | UFC Fight Night: Thompson vs. Till            | 27/05/2018  | 1     | 4:31  | Liverpool          | Performance da Noite.                     |
| Vitória | 11–1   | Leon Edwards          | Decisão (dividida)                  | UFC Fight Night: Shogun vs. St. Preux         | 08/11/2014  | 3     | 5:00  | Uberlândia         | Estreia nos Meio Médios.                  |
| Vitória | 10–1   | Brad Scott            | Decisão (unânime)                   | UFC Fight Night: Gustafsson vs. Manuwa        | 08/03/2014  | 3     | 5:00  | London             |                                           |
| Vitóroa | 9–1    | Xavier Foupa-Pokam    | Decisão (unânime)                   | SFL 6                                         | 26/10/2012  | 3     | 5:00  | Mumbai             |                                           |
| Vitória | 8–1    | Matt Erwin            | Nocaute técnico (lesão)             | WFC 2                                         | 09/07/2011  | 2     | 1:34  | Londres            | Ganhou o cinturão meio médio vago do WFC. |
| Vitória | 7–1    | Jean-Francois Lenogue | Finalização (mata leão)             | BAMMA 5                                       | 26/02/2011  | 1     | 2:51  | Manchester         |                                           |
| Vitória | 6–1    | Aurelijus Kerpe       | Finalização (chave de braço)        | EFC: Fight for the Fallen                     | 10/11/2010  | 1     | 3:02  | Essex              |                                           |
| Vitória | 5–1    | Denniston Sutherland  | Finalização (mata leão)             | EFC: The Ultimate Battle                      | 12/09/2009  | 1     | 0:44  | Londres            |                                           |
| Vitória | 4–1    | Earl Brown            | Finalização (chave de braço)        | EFC: The Ultimate Battle                      | 12/09/2010} | 1     | 1:41  | Londres            |                                           |
| Vitória | 3–1    | Aurelijus Kerpe       | Finalização (chave de braço)        | EFC: The Ultimate Battle                      | 12/09/2010  | 1     | 1:24  | Londres            |                                           |
| Vitória | 2–1    | Shaun Lomas           | Finalização (mata leão)             | EFC: Collision Course                         | 16/05/2010  | 1     | 2:02  | Kent               |                                           |
| Vitória | 1–1    | Paul Jenkins          | Nocaute técnico (socos)             | AM 14: Ready for War                          | 09/12/2007  | 1     | 0:56  | Londres            |                                           |
| Derrota | 0–1    | Matt Thorpe           | Desqualificação (cotovelada ilegal) | UWC 5                                         | 10/11/2007  | 1     | 3:52  | Essex              |                                           |